# تكنو
تكنوهي نوع من موسيقى الكترونيك دانس التي امتزجت في ديترويت، ميشيغان، بالولايات المتحدة اثناء أواخر منتصف 1980. أول استعمال لكلمة تكنو برجع لنوع خاص من الموسيقى كان في1988. عدة اساليب من التكنو موجودة الآن، لكن ديترويت تكنو هي الأساس الذي بُنيت عليه باقي الانواع الفرعية. 